# Gyarmathy Éva
Gyarmathy Éva (Budapest, 1958. október 28. –) Prima díjas magyar lélektani szakíró, pszichológus, a magyarországi Diszlexia Központ és az SNI Tehetségeket Segítő Tanács megalapítója.

## Életútja
1985-ben szerzett pszichológus végzettséget. 1991-ben nevelés lélektani szakpszichológus diplomát az Eötvös Loránd Tudományegyetemen, 2007-ben klinikai szakpszichológusi diplomát kapott a Pécsi Egyetemen. 1996-ban PhD. címet szerzett a Debreceni Egyetemen. A Debreceni Egyetemen habilitált 2009-ben.

## Munkássága
Szakmai pályafutását iskolapszichológusként kezdte, 1992 és 1999 között lett a Magyar Tudományos Akadémia Pszichológiai Kutatóintézetének munkatársa. 1992-től a Magyar Tehetséggondozó Társaság vezetőségében is munkálkodott. 1993 és 1998 között óraadó tanár a Debreceni Egyetemen, 2000-től az ELTE PPK-n, 2001-től a Szegedi Egyetemen, 2004-től a Semmelweis Egyetem Mentálhigiénés Tanszékén. 2008-tól a Budapesti Műszaki Főiskolán docens, és az Óbudai Egyetem tanára. 2011-ben az SNI Tehetségeket Segítő Tanács megalapítója. 2014-től a Szegedi Egyetem óraadó tanára. 1999-től napjainkig a Magyar Tudományos Akadémia tudományos főmunkatársa. 2015-ben Prima díjas.

## Munkái
- A szelektív figyelem és az emlékezet vizsgálatának kapcsolata. Tankönyvkiadó, Budapest, 1987.
- Tehetség és a tanulási zavarokkal küzdő kiemelkedő képességű gyerekek. Magyar Pedagógia, 2. szám, 135-153., 1998.
- Tanulási zavarok szindróma a szakirodalomban. Új Pedagógiai Szemle, XLVIII. évf. 1998/10 59-68.
- Tanulási zavarok, átlagon felüli intelligencia és a MAWI-GY. Pszichológia 20 (3) 243-270., 2000.
- Holistic learners. Identifying gifted children with learning disabilities. An experimental perspective. In. Ed. Montgomery, D. Able Underachievers. Whurr Publishers, London. 2000
- Többnyelvűség és az olvasási zavarok. Erdélyi Pszichológiai Szemle. December 63-76, 2000.
- Research on Dyslexia in Hungarian. (Ed) Smythe, I., Everatt, J. and Salter, R.: International Book of Dyslexia. A cross language comparision and practice guide. John Wiley & Sons, London. 123-132. 2004
- A tehetség – fogalma, összetevői, típusai, azonosítása. ELTE Kiadó, Budapest., 2006
- A tehetség – Háttere és gondozásának gyakorlata. ELTE Kiadó, Budapest 2007.[3]
- Diszlexia. Specifikus tanítási zavar. Lélekben Otthon Kiadó, Budapest 2007.
- Kognitív Profil Teszt. Iskolakultúra 3-4.2009.
- Atipikus agy és a tehetség I. - Tehetség és a neurológia hátterű teljesítményzavarok valamint az asperger szindróma. Pszichológia, 29, 4. 377–390 2009.
- Atipikus agy és a tehetség II. - Az átütő tehetség és a tehetségvizsgálatok ma. Pszichológia. 30, 1, 31–41. 2010.
- A tehetséggondozás pszichológiája. Magyar Pszichológiai Szemle, 65. 2. 221–221. 2010
- Diszlexia a digitális korszakban; Műszaki, Piliscsév–Bp., 2012